# Planum Australe
Planum Australe (Latein für ‚südliche Ebene‘) wird das Ebenengebiet des südlichen Marspols genannt. Es erstreckt sich ab etwa dem 75. Breitengrad südwärts und hat eine Länge von 1600 km bei einer Breite von etwa 1200 km. Sein Zentrum befindet sich bei 83,9° S und 160,0° O. Die Geologie dieser Region sollte ursprünglich durch die NASA-Mission Mars Polar Lander untersucht werden; diese scheiterte jedoch, da der Kontakt zur Sonde beim Eintritt in die Marsatmosphäre verloren ging.

## Eisdecke
Das Planum Australe ist zum Teil durch eine permanente, etwa 3 km dicke polare Eiskappe bedeckt, die aus gefrorenem Wasser und Kohlendioxid besteht. Während des Marswinters formt sich auf dieser permanenten zusätzlich eine saisonale Eiskappe, die sich von 60° S nach Süden hin ausdehnt. Auf dem Höhepunkt des Winters erreicht diese eine Dicke von etwa einem Meter. Es ist möglich, dass der Bereich dieser Eiskappe aufgrund lokaler Klimaveränderungen zeitweise schrumpft, um sich dann aber wieder auszubreiten.

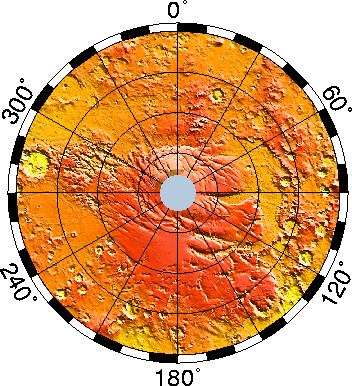
Reliefkarte des Südpols, auf der sich das Planum Australe von der mit Kratern übersäten Umgebung abhebt.

Im Jahr 1966 präsentierten die Wissenschaftler Leighton und Murray die Vermutung, dass die Polkappen des Mars eine Lagerstätte von CO2 darstellten könnten, deren Kapazität unter Umständen wesentlich größer wäre, als das atmosphärische Reservoir. Doch mittlerweile wird davon ausgegangen, dass beide Pole überwiegend aus Wassereis bestehen und lediglich jahreszeitlich mit einer dünnen Decke aus CO2 überzogen sind. Dabei behält der südliche Pol einen permanenten Rest seiner CO2-Decke, die etwa 8 bis 10 Meter dick ist und auf einem Fundament aus Wassereis liegt. Die Annahme, dass der Großteil des Eises aus Wasser bestehen muss, entsteht aus der Tatsache, dass CO2-Eis mechanisch nicht stark genug ist, um eine 3 km dicke Eisdecke über lange Zeiträume stabil halten zu können.
Die Daten der Sonde Mars Express der ESA zeigen, dass die Eiskappe im Wesentlichen in drei Abschnitte unterschiedlicher Eisbeschaffenheit gegliedert werden kann. Der am meisten reflektierende Teil der Eiskappe besteht zu etwa 85 % aus Trockeneis und zu 15 % aus Wassereis. Der zweite Abschnitt, an dem die Eisdecke an der Grenze zur umgebenden Ebene steile Hänge bildet, besteht fast ausschließlich aus Wassereis. Die Eiskappe ist schließlich von Permafrostfeldern umgeben, die sich abseits der Steilhänge über Dutzende von Kilometern gen Norden erstrecken.
Das Zentrum der permanenten Eiskappe befindet sich nicht bei 90° S, sondern etwa 150 Kilometer nördlich des geographischen Südpols. Die Anwesenheit von zwei massiven Einschlagsbecken in der westlichen Hemisphäre – Hellas Planitia und Argyre Planitia – erzeugt ein immobiles Gebiet tieferen Drucks über der permanenten Eiskappe. Die daraus resultierenden Wettermuster führen zur Bildung von weichem, weißem Schnee, der eine hohe Albedo mit sich bringt. Dies steht im Gegensatz zu dem Schwarzeis, das den östlichen Teil bestimmt, wo nur wenig Schnee niedergeht.

## Charakteristiken

### Allgemeine Charakteristiken
Das Planum Australe besteht grundlegend aus zwei Gebieten: die Australe Lingula (auf der abgebildeten Reliefkarte als der obere Ausläufer zu erkennen) und die Promethei Lingula (zu sehen auf der Karte als der zentral rechts abgebildete Ausläufer, welcher von oben und unten von Canyons begrenzt wird). Beide Abschnitte sind jeweils von Schluchten durchzogen, die als Promethei Chasma, Ultimum Chasma, Chasma Australe und als Australe Sulci bezeichnet werden. Es ist davon auszugehen, dass diese Canyons durch katabatische Winde gebildet wurden. Der größte Krater im Planum Australe ist der 20 Kilometer breite McMurdo-Krater bei −84,5° S und 0,9° O am (im Höhenbild oberen) Rand der Ebene.

### Geysire auf dem Mars

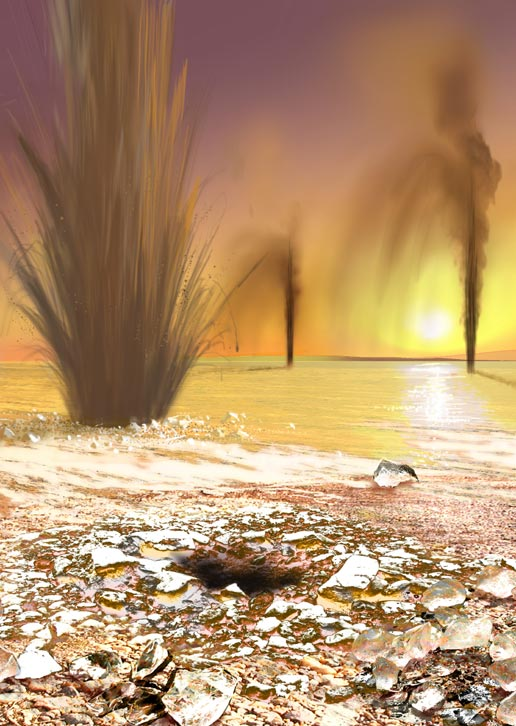
Die künstlerische Darstellung illustriert sandige Fontänen, die aus Geysiren vom Mars herausgeschleudert werden. (Herausgegeben durch NASA; Künstler: Ron Miller)

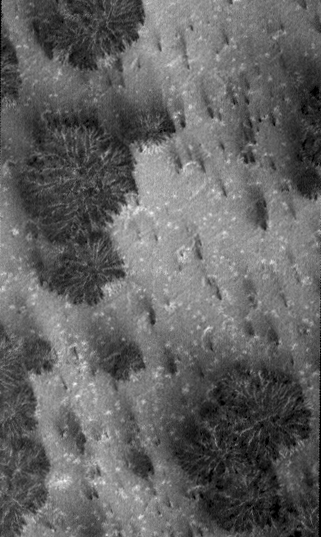
Nahaufnahme der Dark Dune Spots, die auf ein geysirartiges System hindeuten.

Auf Aufnahmen der Raumsonde Mars Global Surveyor entdeckte man in den Dünenfeldern der Südpolarregion einige dunkle Flecken, welche im Wechsel der Jahreszeiten aufzukommen und wieder zu verschwinden scheinen. Dieses Phänomen, das als Dark Dune Spots bezeichnet wird, erklären sich einige Wissenschaftler durch ein jahreszeitliches Gefrieren und Auftauen der südlichen Eiskappe, das zur Bildung von spinnenartigen radial verlaufenden Kanälen führt, die in dem einen Meter dicken Eis vom Sonnenlicht geformt werden.
Eine Gruppe von Forschern des United States Geological Survey in Flagstaff, Arizona, unter der Leitung von Hugh Kieffer schlägt vor, dass die Flecken und andere unerklärliche Eigenschaften von gewaltigen Ausbrüchen von Kohlendioxidgas verursacht werden, die die darüber liegende Schicht aus gefrorenem CO2 durchbrechen und bis zu 100 Meter hohe Fontänen bilden. Durch die Sublimation des CO2 – und unter Umständen auch des Wassers – erhöht sich der Druck im Inneren der Eisdecke, wodurch es zu geysirähnlichen Ausbrüchen von kalter Flüssigkeit oft in Verbindung mit dunklem Basalt, Sand oder Schlamm kommen könnte. Dieser Prozess vollzieht sich rasch und kann einige Tage, Wochen oder Monate lang andauern. Die Flecken tauchen oft über einem spinnenartigen Furchenmuster auf, das auf Fotos von der Südpolarregion des Mars zu sehen ist.